# A.C. Prato
Associazione Calcio Prato là một câu lạc bộ bóng đá Ý đến từ Prato, Toscana.
Prato hiện đang thi đấu ở Serie C/A, trước đó ở Serie B năm 1964.

## Lịch sử
Câu lạc bộ được thành lập năm 1908.
Mùa giải 2010–11 đội bóng thi đấu ở Lega Pro Seconda Divisione, về đích thứ 3 và bị đánh bại trước Carrarese trong trận chung kết play-off, nhưng sau đó được bổ sung vào Lega Pro Prima Divisione để lấp chỗ trống.

## Màu áo và huy hiệu
Màu áo của đội bóng là xanh dương và trắng.

## Cầu thủ và huấn luyện viên nổi tiếng
Các cựu cầu thủ đáng chú ý gồm Christian Vieri, người đã từng thi đấu cho Juventus F.C., A.C. Milan, Internazionale FC và ACF Fiorentina, Alessandro Diamanti từng thi đấu cho Fiorentina, Livorno, West Ham và hiện tại là Bologna và Massimo Maccarone, Massimo Oddo và Carlo Cudicini. Các cựu huấn luyện đáng chú ý gồm Ferruccio Valcareggi và Enzo Bearzot.

## Đội hình hiện tại
Tính đến 12 tháng 2 năm 2018
Ghi chú: Quốc kỳ chỉ đội tuyển quốc gia được xác định rõ trong điều lệ tư cách FIFA. Các cầu thủ có thể giữ hơn một quốc tịch ngoài FIFA.
| Số | VT | Quốc gia | Cầu thủ                             |
| -- | -- | -------- | ----------------------------------- |
| 1  | TM | Sénégal  | Mouhamadou Sarr (mượn từ Bologna)   |
| 2  | HV | Ý        | Tommaso Polo (mượn từ Chievo)       |
| 3  | HV | Ý        | Davide Seminara (mượn từ Empoli)    |
| 4  | TV | Ý        | Lorenzo Colli (mượn từ Bologna)     |
| 5  | HV | Ý        | Ricardo Martinelli                  |
| 6  | TV | Ý        | Mattia Bonetto (mượn từ Inter)      |
| 7  | TĐ | Ý        | Tommaso Ceccarelli                  |
| 8  | TV | Ý        | Ludovico Gargiulo (mượn từ Empoli)  |
| 9  | TĐ | Ý        | Cristian Carletti (mượn từ Carpi)   |
| 10 | TV | Ý        | Giammario Piscitella (mượn từ Roma) |
| 11 | TĐ | Ý        | Lorenzo Liurni                      |
| 12 | TM | Ý        | Edward Reggiani                     |

| Số | VT | Quốc gia | Cầu thủ                                 |
| -- | -- | -------- | --------------------------------------- |
| 15 | HV | Ý        | Andrea Cistana (mượn từ Brescia)        |
| 17 | TV | Đức      | Nicola Guglielmelli (mượn từ Verona)    |
| 18 | TĐ | Ý        | Andrea Rozzi                            |
| 19 | TV | Ý        | Fabio Bertoli                           |
| 20 | HV | Ý        | Raul Zucchetti (mượn từ Virtus Entella) |
| 21 | TĐ | Ý        | Tommaso Fantacci (mượn từ Empoli)       |
| 22 | TM | Ý        | Fabrizio Alastra (mượn từ Palermo)      |
| 23 | HV | Ý        | Daniele Ghidotti                        |
| 24 | HV | Ý        | Luca Coccolo (mượn từ Juventus)         |
| 26 | TĐ | Ý        | Luca Orlando                            |
| 30 | TĐ | Nigeria  | Franklyn Akammadu (mượn từ Cesena)      |
| 32 | HV | Ý        | Nicolò Casale (mượn từ Verona)          |

### Cho mượn
Ghi chú: Quốc kỳ chỉ đội tuyển quốc gia được xác định rõ trong điều lệ tư cách FIFA. Các cầu thủ có thể giữ hơn một quốc tịch ngoài FIFA.
| Số | VT | Quốc gia | Cầu thủ                                           |
| -- | -- | -------- | ------------------------------------------------- |
| —  | HV | Ý        | Gianluca Bassano (đến Ghivizzano Borgo a Mozzano) |

| Số | VT | Quốc gia | Cầu thủ                       |
| -- | -- | -------- | ----------------------------- |
| —  | HV | Ý        | Matteo Vannucci (đến Pianese) |